# Roll-up banner

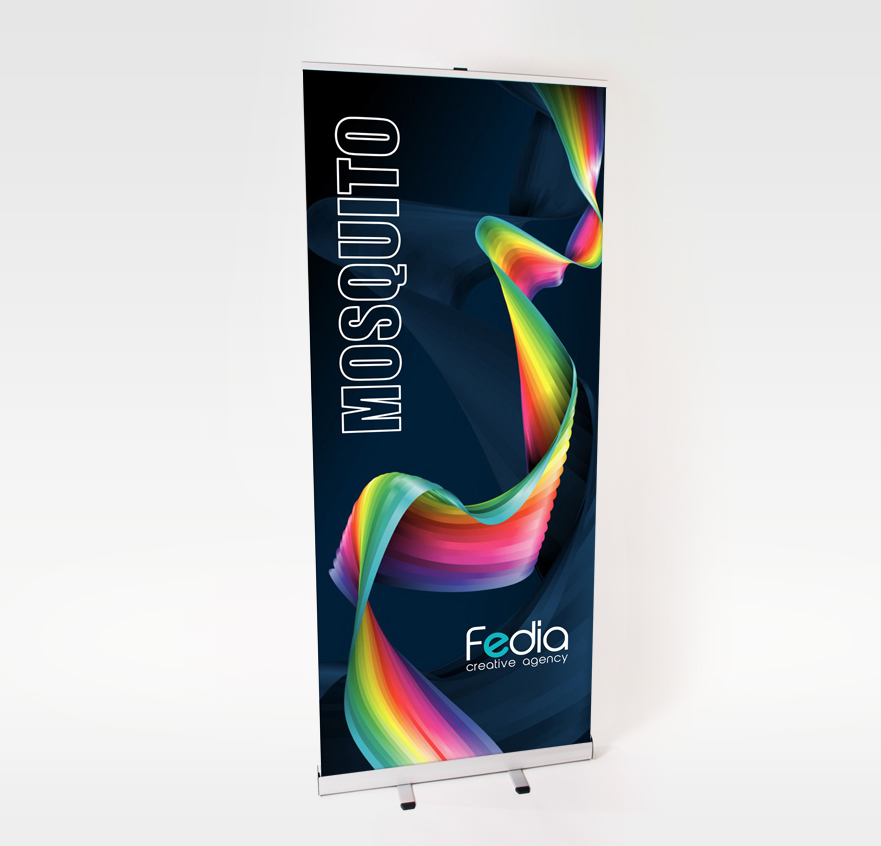
Roll-up banner

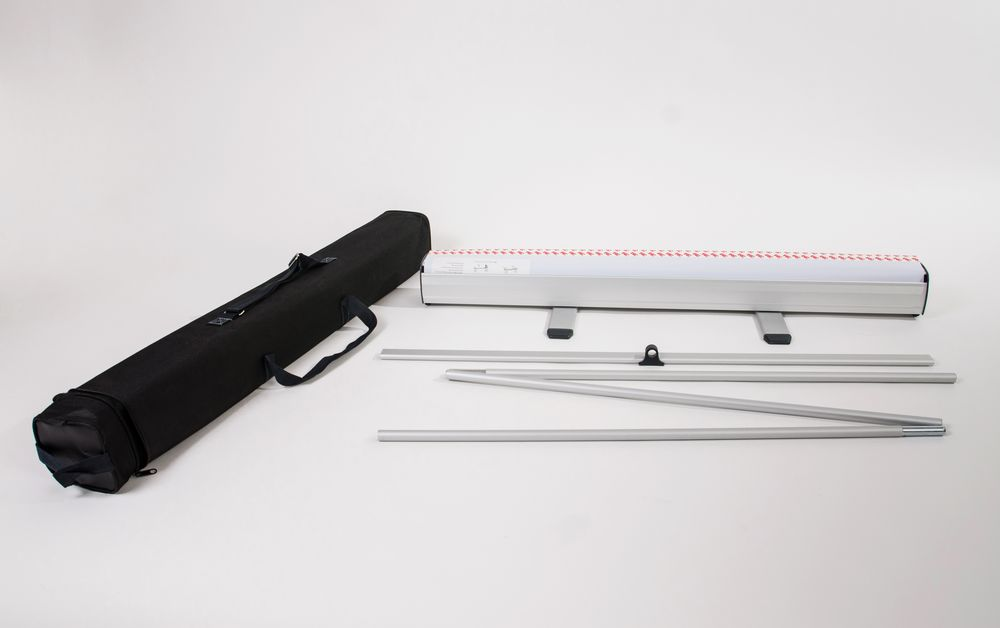
Rozložený roll-up banner

Roll-up banner (česky „rolovací plakát“) je druh reklamy jako tištěné grafické reklamní sdělení. Hlavním rysem je, že grafika je rolovací a celý banner je snadno sestavitelný a přenositelný.
Bannery se skládají většinou ze 4 částí: tělo roll-up banneru, napínací tyč, horní lišta a samotná grafika.
Rollup banner je vyráběný z hliníku a díky své konstrukci je lehký a přenosný. K sestavení Roll-up bannerů většinou není zapotřebí žádných nástrojů. Sestavuje se vytažením narolované grafiky z těla a zavěšením na napínací tyč.
Podle místa použití se mohou dělit na interiérové a exteriérové, podle uspořádání na jednoroletové a dvouroletové.